# Mörbylånga
 Mörbylånga  ( ouça a pronúncia) é uma pequena cidade sueca da costa oeste da ilha da Olândia.                                                                                                                                                                                                                              
Está situada junto ao estreito de Kalmar, que a separa da terra firme, a 20 quilômetros a sul da ponte da Olândia, em Färjestaden.
Sua economia é dominada pela agricultura, indústria alimentar e turismo no verão.

Tem 3,13 quilômetros quadrados e segundo censo de 2021, havia 1 802 habitantes.
É a sede do município de Mörbylånga, pertencente ao condado de Kalmar.